# Liolaemus ornatus
Liolaemus ornatus este o specie de șopârle din genul Liolaemus, familia Tropiduridae, descrisă de Koslowsky 1898. Conform Catalogue of Life specia Liolaemus ornatus nu are subspecii cunoscute.